# سونيت 7
السونيت 7 هي واحدة من السوناتات الـ 154 التي كتبها الكاتب والشاعر الإنجليزي وليم شكسبير. تُصنَّف هذه السوناتة ضمن سوناتات التكاثر في سلسلة «الشاب الجميل».

## التركيب
السوناتة السابعة هي نموذج بديع للسوناتة الإنجليزية الشكسبيرية، حيث تتألف من ثلاثة مقاطع رباعية يليها مقطع مزدوج، وتتبع نمط القافية: ABAB CDCD EFED GG. وقد نُسِجَت هذه السوناتة بمهارة بالغة باستخدام الوزن الخماسي اليامبي، وهو إيقاع شعري يُبرز جمال اللغة عبر تكرار المتناوبات في كل سطر.

## ملخص تفسيري
يوم الشمس هو انعكاس دقيق لمسيرة حياة الإنسان؛ إذ يبدأ الإنسان رحلته شابًا مليئًا بالقوة والجاذبية في مقتبل العمر، تمامًا كما تُعجَب الشمس عند بزوغها في مطلع النهار، ولكن مع تقدم الإنسان في العمر وغروب الشمس، يجد نفسه أمام حتمية الضعف والفناء، ويبتعد عنه من كان معجب به في شبابه. كما تُنسى الشمس عند حلول الليل، فإن الإنسان يُنسى عند الموت، يموت بلا نظرة من أحد، ما لم ينجب ولداً.

## تعليق
هذه السوناتة تزخر بصور مبتكرة، حيث تُقارن الشاب بقرص الشمس عند بزوغها، تنظر إليها الكائنات الأقل مكانة تقدير، ولكن مع مرور الزمن، سيواجه التجاهل ما لم ينجب ابنًا يحفظ هويته وينقلها إلى الأجيال القادمة. يستعير شكسبير من الصور الكلاسيكية المعروفة في فنون عصره، مثل رحلة هيليوس أو أبولو عبر السماء في عربته التي ترمز إلى مرور الزمن، حتى أن كلمة «عربة» كانت تُستخدم في الأدب الكلاسيكي للإشارة إلى عربة الشمس.

## تحليل نصي
كما في معظم سوناتات شكسبير، تعتمد السوناتة السابعة على التلاعب بالكلمات البسيطة والكلمات الرئيسية لإبراز المعنى العميق. تظهر هذه الكلمات في أشكالها الجذرية أو بتغيرات طفيفة تعزز من دلالتها. يدرك القارئ تكرار استخدام كلمات مثل «looks» في عدة أسطر لتأكيد الرؤية الحسية للمعاني، إضافة إلى اللعب بكلمات تشير إلى «العمر»، وإن لم يُذكر بوضوح.
لقد تَسَلَّقَتْ الجبل العالي الشديد الانحدار المرتفع إلى السماء،

مثل شاب قويّ في منتصف العمر،

...

تتابعها بإخلاص في رحلتها القدسية الذهبية؛ (7.3-6)
يربط شكسبير ببراعة بين السمات البشرية والمفردات المستخدمة، مثل «شاب»، ما يجعل الشمس تجسيدًا رمزيًا للإنسان، ورغم أن الشمس لا تتقدم في العمر فعليًا؛ وبالتالي يدرك القارئ بوضوح أن المقصود هنا هو الإنسان ذاته.

## نقد

### عبء الجمال
على الرغم من أن روبن هاكيت يقدم رؤية معمّقة بأن سوناتة شكسبير السابعة يمكن قراءتها في إطار رواية «الأمواج» لفيرجينيا وولف كقصة لـ«بطل الشمس» الإمبريالي، إلا أن هذا التفسير قد يُعتبر ابتعادًا ملحوظًا عن السياق الأدبي التقليدي. وكما فعلت وولف، يرى هاكيت أن شكسبير يقدم قصيدة تتمحور حول بطل خارق تتبع الشخصيات والأحداث مسار صعوده وسقوطه، ليشكل هذا الصعود والسقوط حبكة القصة برمتها. إلا أن مايكل شونفيلدت يشير في كتابه «السوناتات» إلى أن وضع السوناتة السابعة ضمن أول 126 سوناتة يجعلها تُفهم بشكل مغاير تمامًا. فالقصيدة التي تُشيد تقليديًا بالجمال النقي تُظهر هنا تحولًا جذريًا، حيث يصبح هذا الجمال عبئًا على الشاب، ويلقي عليه مسؤولية الإنجاب التي يتنصل منها. فالوريث، الذي يُشار إليه في بالابن في السوناتة هو الوسيلة الوحيدة لاستمرار هذا الجمال بعد تدهور الجسد بفعل الزمن. ويتوازى هذا التدهور في الجمال والشرف، الذي يُذكر كثيرًا في السوناتات الموجهة للشاب، مع مسار الشمس اليومي في السماء. وكما تشرق الشمس وتغيب، سيرتفع الشاب ويخبو في جاذبيته وإعجاب الناس به، ولا سبيل لاستمرار جماله سوى عبر الإنجاب. ورغم ندرة الإشارة المباشرة إلى التحلل في السوناتة السابعة، يؤكد توماس تايلر في كتابه «سوناتات شكسبير» أن استخدام أفعال مثل «reeleth» يلمّح بشكل غير مباشر إلى صورة التحلل الناتج عن الإرهاق، حيث تعني الكلمة «مرهق من التعب».

### الاستخدام العميق للضمائر
من جهة أخرى، يتطرق شونفيلدت إلى التوتر الجنسي المرتبط بقضية الإنجاب في السوناتة السابعة. كان هناك اعتقاد طبي سائد بأن كل قذف يُنقص من عمر الإنسان. وربما يعكس شكسبير هذا «الواقع» المقلق في صورة الشمس التي تهوي «من أعلى نقطة لها». وتتناول بينيلوب فريدمان هذا التوتر من خلال التحليل النحوي لكلمتي «you» و«thou» في كتابها «القوة والشغف في ضمائر شكسبير»، مشيرة إلى أن اللغويين قد حددوا منذ زمن طويل أن اختيار الضمائر في اللغة الإنجليزية القديمة يعكس العلاقات الاجتماعية، حيث أن استخدام «thou» أو «you» يمكن أن يشير إلى علاقات القوة أو التضامن. وتلاحظ فريدمان أن «thou» كان له دور مزدوج يعبر عن مشاعر الغضب والحميمية، ويظهر استخدامه في المقطع الختامي للسوناتة السابعة بدقة ليجسد ذروة التوتر في القصيدة. ويختتم المقطع بعلامة من الحميمية وربما الازدراء، نتيجة رفض المُخاطَب الإنجاب. ورغم صعوبة الجزم بوجود علاقة حب بين الشخصيتين في السوناتة، تشير فريدمان إلى أن «thou» كانت تُستخدم بين أفراد الأسرة، لكنه نادرًا ما استُخدمت بين العشاق؛ وما يمكن استنتاجه هنا هو أن الشخصيتين تربطهما علاقة وثيقة تكفي لتبادل نداء مباشر بينهما. هذه القوة اللغوية في النداء المباشر في المقطع الختامي تتناقض مع صورة الضعف التي تسيطر على المقطع الثالث، ليمنح المقطع الأخير بصيص أمل في الهروب من التحلل، معيدًا ما يبدو أنه فُقد في المقطع الرباعي الثالث.

### الإمبريالية
بالعودة إلى نقد هاكيت، يمكن بالفعل تفسير السونيتة 7 على أنها «قصة إمبريالية». يبدأ هاكيت تحليله بملاحظة استخدام شكسبير لكلمة «المشرق» في السطر الأول من السونيتة. في السرديات البريطانية، كان «المشرق» غالبًا ما يُربط بفكرة الثروة والازدهار، يرى هاكيت أن استخدام تعبير «الحج الذهبي» في النص هو دليل إضافي على السعي وراء الثروات من خلال الإمبريالية. كما أن «الرأس المحترق» يرمز إلى رأس الحاكم الإمبريالي، و«الرؤية الجديدة» تشير إلى المعرفة الحضارية التي تُمنح للشعوب المستعمرة. وفقًا لهذا التفسير، تصبح عبارة «الخدمة بالنظرات» أقل مجازية وأكثر واقعية، إذ تشير إلى واجب الشعوب المُستعمَرة حديثًا في إظهار الولاء للحاكم الجديد. من خلال هذه القراءة، يُنظر إلى السونيتة على أنها تحذير للحكام بالبقاء أقوياء، وإلا فإن الشعوب «سوف توجه أنظارها إلى مكان آخر» وتتبع حاكماً إمبريالياً جديداً. ويمكن كذلك قراءة السونيتة، بما فيها من مجاز شروق وغروب الشمس، ليس فقط كتشبيه لمصير رجل محبوب يفشل في إنجاب ابن، ولكن أيضاً كمصير قوة استعمارية تفشل في إنتاج أبطالها وقوتها العسكرية.

### الاقتصاد الكوني
يرى توماس غرين أن السطور الأولى من سوناتات شكسبير المبكرة مشبعة بفكرة «الاقتصاد الكوني» أو «الوجودي»، حيث ترتبط القيمة الإنسانية بالاقتصاد. الفقرة الثانية تأتي بأمل في دوام الجمال والخلود. الشمس في السوناتة السابعة تُجسد إمبراطورية قوية تتحكم في مصير الاقتصاد العالمي. فحياة المحكومين تعتمد بشكل كامل على خلود الشمس؛ إن لم تشرق الشمس، لن يكون هناك حصاد أو ربح. الرجل في السوناتة له دور اقتصادي كجزء من إنسانيته، فهو جزء سياسي من النظام الإمبريالي وخاضع لحكم الشمس الأعظم. هذا الاعتماد المطلق على الشمس لجني الأرباح يشبه العبودية؛ ينتظر الرجل شروق الشمس ليبدأ عمله، ويكد تحت حرارتها، ثم ينهي يومه منهكًا، ويقترب من فنائه. هذه السوناتة تجمع بين المديح واللوم؛ تلوم الشمس على تذكير الإنسان بضعفه وفنائه، لكنها تمجدها أيضًا على المتع التي تمنحها لحياته القصيرة. والأعظم قيمة هو ما يتجاوز الزمن، ألا وهي الشمس.

### الميتافيزيقا
العلاقة بين الإنسان والشمس في السوناتة السابعة تحمل طابعًا ميتافيزيقيًا عميقًا. الشمس تمثل محور وجودنا، لكنها في الوقت نفسه تجسيد للرغبة، نتوق إلى خلودها واستمرارها، ورغم ذلك، فإن التعايش بين الإنسان والشمس يعتمد على التفاعل المتبادل بينهما، فالإنسان بحاجة إلى الشمس لاستمرار الحياة على الأرض، وبغياب الإنسان تفقد الشمس معناها وقيمتها. يبقى الإنسان يدور في هذا الكون إلى الأبد، في حين تظل الشمس ثابتة لا تتغير؛ إنها عنصر دائم وموثوق، وبالنسبة للشمس، البشر جميعهم متساوون؛ فلا فرق بينها وبين فرد وآخر، فالإنسان كله واحد في منظورها.

## وصلات خارجية
- إعادة صياغة السوناتة في اللغة الحديثة
- تحليل السوناتة